# Valle de Ricote
La Valle de Ricote è una delle 12 comarche della Regione di Murcia. Conta 23.623 abitanti (2007) ed ha come capoluogo la cittadina di Archena.
Situata a nord della regione, è interamente attraversata dal fiume Segura.

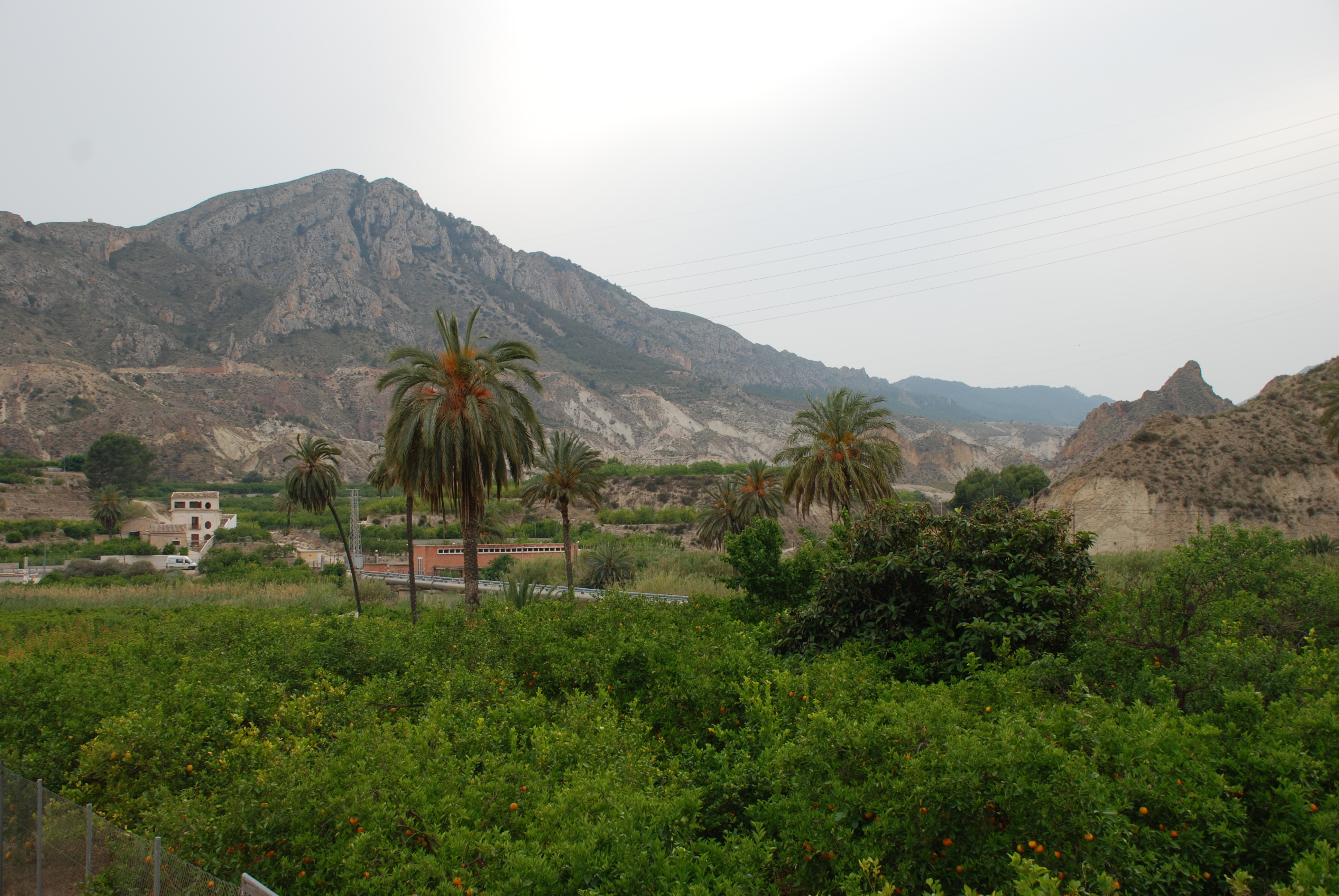

Circondata da brulle montagne e con un fondovalle lussureggiante, presenta incantevoli paesaggi di aspetto decisamente africano.
Ad oggi la comarca, nonostante la sua ridotta estensione territoriale, presenta notevoli disparità tra i comuni che la compongono. Archena, il capoluogo, ha sviluppato negli ultimi anni un discreto settore industriale. Inoltre può contare sulle sue acque termali (conosciute sin dall'epoca romana) e che sono alla base del suo turismo. Ricote e Ojós, soffrono un periodo di ristagno economico ed il turismo, che potrebbe rivitalizzare la loro economia, è poco sfruttato. Ulea e Villanueva hanno optato per svilupparsi vendendo parte della propria superficie coltivata a costruttori che intendevano convertire in pochi anni questi due villaggi in due immense zone residenziali anche se la recente crisi immobiliare ha orientato tale tendenza verso livelli più ragionevoli di costruzione.

## Comuni
|                           | \| Comune \| Abitanti \| \| ------------------------- \| -------- \| \| Archena \| 18.280 \| \| Villanueva del Río Segura \| 2.186 \| \| Ricote \| 1.546 \| \| Ulea \| 1.007 \| \| Ojós \| 604 \| |
| Comune                    | Abitanti |
| Archena                   | 18.280 |
| Villanueva del Río Segura | 2.186 |
| Ricote                    | 1.546 |
| Ulea                      | 1.007 |
| Ojós                      | 604 |